# 漢密爾頓 (印地安納州麥迪遜縣)
漢密爾頓（英語：Hamilton）是位於美國印地安納州麥迪遜縣的一個非建制地區。該地的面積和人口皆未知。